# Georgiana Cavendish

Georgiana Cavendish (Thomas Gainsborough festménye

Georgiana Cavendish (Althorp, 1757. június 7. –‎ Devonshire House, 1806. március 30.), eredeti nevén Georgiana Spencer, Devonshire hercegnéje, William Cavendish, Devonshire ötödik hercegének első felesége, a kor ünnepelt szépsége, aki mind politikai kampányairól, mind pedig a kor divatjának diktálójaként is ismeretes. Ő lett Diána walesi hercegné ük-ük-ük-ük-nagynénje, de II. Erzsébet is a leszármazottai közé tartozott a királynő anyai nagyanyja révén, akinek ük-ükanyja volt.

## Fiatalkora
Georgiana Spencer 1757. június 7-én született John Spencer, Spencer 1. grófjának és Margaret Georgiana Poyntz lányaként. Családja nagyon előkelőnek számított a brit körökben. Georgiana olyan rokonokat tudhatott magáénak mint: Sarah és John Churchill, Marlborough első hercegi párja vagy Charles Spencer, Sunderland 3. grófja. 
- Georgiana
- George John (1758 szeptember 1. – 1834 november 10.), későbbi brit külügyminiszter
- Henriette Frances (1761 június 16. – 1821 november 11.), férje: Frederick Ponsonby, Bessborough 3. grófja, Lady Caroline Lamb édesanyja
- Charlotte (1765–1766), fiatalon meghalt
- Louisa (1769) csecsemőkorában meghalt

## Házassága és gyermekei
Georgiana Spencer 1774. június 7-én, a 17. születésnapján hozzáment a nála 8 évvel idősebb William Cavendish-hez, Devonshire 5. hercegéhez.
Georgiana és William Cavendish házasságából összesen három gyermek született:
- Georgiana Dorothy Cavendish (1783. július 12. - 1858. augusztus 8.)
- Harriet Elizabeth Cavendish (a  családban csak: Harryo), (1785. augusztus 29. - 1862. november 25.)
- William George Spencer Cavendish (1790. május 21. - 1858. január 18., Devonshire 6. hercege)

Georgiana és William házassága tipikus érdekházasság lévén sohasem működött. William rendszeresen megcsalta Georgianát, egyes szeretőit, mint például Lady Elizabeth Foster-t, és tőle született gyermekeit közös otthonukban a london-i Devonshire palotában szállásolta el. Georgiana szintén nem volt hűséges férjéhez, szeretőjétől, a későbbi miniszterelnök Charles Grey-től egy lánya is született, aki az Eliza Courtney nevet kapta és Charles Grey családjánál nőtt fel. Georgiana állítólag haláláig tartotta a kapcsolatot törvénytelen lányával.

## A társaság királynője
Georgiana a maga korában ünnepelt szépség és nagyvilági dáma volt, aki szerette a politikát, a drága ruhákat és a szerencsejátékokat. Az előkelő társaságban afféle divatdiktátornak számított. A politikában a whig pártot támogatta, és társadalmi helyzetét és befolyását sem félt használni, ha a whig párt érdekeiről volt szó. Ez a pazarló életmód azonban férjének hatalmas összegekbe került, aki ezt ha nem is jókedvvel, de hajlandó volt fizetni.

## Tudomány és társadalom
A nagyvilági élet mellett az eszes, tudományokra és társadalomra nyitott hölgy számos kutatást, megfigyelést is végzett, egyszer még a Vezúvhoz is elutazott tanulmányútra, de még saját kémiai labort is berendezett, mivel rendkívül szerette a geológiát és az ásványtant, saját ásványgyűjteményt is létrehozott. A kor számos tudósával folytatott párbeszédet és levelezést, több tudományterületre az ő munkássága is hatást gyakorolt. Egyéb iránt pedig verseket, novellákat, regényeket is írt.
Az is ismert volt róla, hogy szívesen adakozott rászorulóknak, de az állatvédelem sem állt távol tőle, egyszer például ő adott pénzt egy éhező tehén szegény gazdájának, hogy legyen miből az állatot eltartania. 

## Feldolgozás
Több film is feldolgozta alakját:
- The Divine Lady (1929)
- Berkeley Square (1933)
- The House in the Square (1951)
- A hercegnő (2008); Saul Dibb brit rendező filmje talán a legismertebb nemzetközi adaptáció. Georgianát Keira Knightley, Devonshire hercegét Ralph Fiennes, Charles Grey-t pedig Dominic Cooper játszotta.[9]

## Fordítás
Ez a szócikk részben vagy egészben  a   Georgiana Cavendish, Duchess of Devonshire című angol Wikipédia-szócikk fordításán alapul.  Az eredeti cikk szerkesztőit annak laptörténete sorolja fel. Ez a jelzés csupán a megfogalmazás eredetét és a szerzői jogokat jelzi, nem szolgál a cikkben szereplő információk forrásmegjelöléseként.